# Polynema
Polynema (лат.) — род хальцидоидных наездников из семейства Mymaridae.

## Распространение
Неарктика, Неотропика, Палеарктика, Индия, Китай, Австралия и Океания.

## Описание
Мелкие хальцидоидные наездники тёмно-коричневого и чёрного цвета (усики и ноги светлее). Длина тела: 0,545—2,250 мм. Тело гладкое и блестящее. Булава усиков 1-члениковая. Крылья с длинными краевыми щетинками. Усики очень длинные, больше длины головы вместе грудью. Паразиты насекомых, таких как цикадки, горбатки, клопы (Hemiptera: Cicadellidae, Flatidae, Membracidae, Miridae, Nabidae) и стрекозы (Odonata: Aeshnidae, Lestidae). Имеют потенциально важную роль в биологическом контроле видов-вредителей.

## Систематика
Более 200 видов. Среди 9 других неарктических родов группы Polynema (Acmopolynema, Cnecomymar, Eustochus, Kalopolynema, Mymar, Neomymar, Palaeoneura, Caraphractus, Stephanodes), Polynema сходен только с одним (Palaeoneura). Впервые был выделен в 1833 году, а его валидный статус подтверждён в ходе ревизии, проведённой в 2020 году канадским энтомологом Джоном Хубером (John T. Huber; Natural Resources Canada c/o Canadian National Collection of Insects, Оттава, Канада), Jennifer D. Read и российско-американским гименоптерологом Сергеем Владимировичем Тряпицыным (Entomology Research Museum, Department of Entomology, Калифорнийский университет в Риверсайде, Калифорния, США).

### Дополнение
- 2021: Polynema aristokratka Triapitsyn, 2021 (Новая Зеландия), P. baronessa (Новая Зеландия), P. grafinya (Новая Зеландия), P. imperatrix (Австралия), P. koroleva (Новая Зеландия), P. markiza (Новая Зеландия), P. princessa (Австралия), P. rangatira Triapitsyn, 2021 (Новая Зеландия)[19]